# Хотэй
Хотэй, Будай (яп. 布袋 — «холщовый мешок», «полотняный мешок»; кит. упр. 布袋和尚, палл. Будай хэшан) — в японской мифологии один из «семи богов счастья», бог общения, веселья и благополучия. Один из самых популярных персонажей нэцкэ. Хотэя часто называют «Буддой», приравнивая его к Будда Майтрея.

## Происхождение
Прообразом Хотэя послужил живший во время династий Тан (618—907) и Поздней Лян (907—923) китайский монах Цицы, предпочитавший монастырскому уединению многолюдные базары и скитавшийся по Китаю, зарабатывая на жизнь предсказанием погоды. Из имущества у него были лишь посох и мешок для подаяний, называемый хотэй, от которого монах и получил своё прозвище. Закреплению данного прозвища также способствовал второй «мешок» — огромный живот, который не могла закрыть никакая ряса и в котором по представлениям китайцев была сосредоточена жизненная энергия ци. Аналогичным животом отличался и Бодхисаттва Майтрея, воплощением которого считался Цицы, полюбившийся людям за веселый характер и легкий нрав и ставший героем множества легенд и историй. По легенде там, где он появлялся, к людям приходила удача, здоровье и благосостояние. Если кто-нибудь спрашивал, что находится в его мешке, он отвечал: «Там у меня весь мир». В XV веке Хотэй, как воплощение счастья и беззаботности, был включён в Японии в число семи божеств счастья.

## Исполнение желаний
В народе считается, что для исполнения желаний нужно потереть фигурку по животу триста раз, держа в голове мысль о том, исполнения чего вы желаете.

## Изображения Хотэя
Хотэй изображается держащим: слитки золота, монеты, посох, жемчужину, персик, веер, отгоняющий горе, мешок с богатством, ведущим в поводу дарственного коня. Иногда его изображают окруженным детьми или держащего детей на руках — такие изображения считаются талисманами плодовитости. Хотэй предопределяет людские судьбы и помогает в осуществлении желаний. Хотэй — бог богатства.

## Размещение статуэтки в помещении
Статуэтку Хотэя обычно размещают у входной двери в прихожей, тогда он принесет почёт и уважение. Можно выбрать расположение в южном секторе, что принесёт хозяину признание, но лучше всего расположить статуэтку на самом видном месте. Если божество счастья держит золото и монеты, его нужно поставить в секторе богатства, если бамбук, сектор здоровья, а если в руках у Хотэя жемчужина, то выбирают сектор мудрости и т. д. Также изображение Хотэя носят в виде нэцкэ.